# Ștefan Tașnadi
Ștefan Tașnadi (né le 21 mars 1953 à Cluj (Roumanie) et mort le  28 février 2018) est un haltérophile roumain.
Il obtient la médaille d'argent olympique en 1984 à Los Angeles en moins de 110 kg ainsi que le titre de vice-champion du monde en 1984.